# Аустралијски национални универзитет
Аустралијски национални универзитет (енгл. The Australian National University, скраћено ANU) је државни универзитет смештен у Канбери, главном граду Аустралије. Универзитет је члан неколико универзитетских алијанси и кооперативних организацију укључујућу и Групу 8 (Аустралијских универзитета), Асоцијацију Пацифичких универзитета, Асоцијацију Универзитета за истраживања у астрономији и Интернационалну алијансу истраживачких универзитета.
АНУ се сматра једним од водећих светских универзитета, и рангиран је као универзитет број један у Аустралији и јужној хемисфери на QS светској ранг листи универзитета за 2022. годину и као други у Аустралији на Times Higher EducationТајмсовој ранг лист високог образовања. У поређењу са другим универзитетима у свету, рангиран је на 27. месту на QS светској ранг листи универзитета за 2022.  годину, и на 54. месту према 2022 Тајмсовој ранг листи високог образовања.
Овај универзитет је основао Парламент Аустралије 1. августа 1946. Своје порекло води од Универзитетског колеџа у Канбери, који је основан 1929. године и интегрисан у АНУ 1960.  године. АНУ уписује 10.052 додипломских и 10.840 постдипломских студената и запошљава 3.753 радника. Задужбина универзитета износила је 1,8 милијарди аустралских долара од 2018. године.
АНУ међу својим особљем и бившим студентима броји шест нобеловаца и 49 Родсових стипендиста. Универзитет је образовао два премијера и више десетина актуелних шефова владиних одељења Аустралије. Најновија издања научних публикација АНУ-а се одржавају помоћу ANU Press онлајн.

## Историја

### Послератно порекло
Позиви за оснивање националног универзитета у Аустралији почели су још 1900. године. Након што је 1908. године одређена локација главног града нације, Канбере, за универзитет је издвојено земљиште у подножју Црне планине у градским пројектима Волтера Барлија Грифина. Планирање универзитета је поремећено током Другог светског рата, али је настављено стварањем Одељења за послератну реконструкцију 1942. године, што је на крају довело до усвајања Закона о Аустралијском националном универзитету из 1946. од стране Чифлијеве владе 1. августа 1946. године.
Група еминентних аустралијских научника вратила се из иностранства да би се придружила универзитету, укључујући сер Хауарда Флореја (коразвијача медицинског пеницилина), сер Марка Олифанта (нуклеарни физичар који је радио на Пројекту Менхетн) и сер Кита Хенкока (Чичелског професора економске историје на Оксфорду). Група је такође укључивала Новозеланђанина, сер Рејмонда Фирта (професора антропологије на LSE), који је раније радио у Аустралији неколико година. Економиста сер Даглас Копланд је именован за првог вицеканцелара АНУ, а бивши премијер Стенли Брус је био први канцелар. АНУ је првобитно био организован у четири центра — Истраживачка школе за физичке науке, друштвене науке и пацифичке студије и Школу за медицинска истраживања Џона Картина.
Прва стамбена зграда, Дом Универзитета, отворена је 1954. године за чланове факултета и постдипломске студенте. Опсерваторија Маунт Стромло, коју је успоставила савезна влада 1924. године, постала је део АНУ 1957. Прве локације АНУ библиотеке, зграде Мензиес и Чифли, отворене су 1963. Аустралијска шумарска школа, која се налази у Канбери од 1927, је спојена са АНУ 1965.

### Универзитетски колеџ Канбера
Универзитетски колеџ Канбера (CUC) је била прва високошколска установа у главном граду, основана 1929. године. Она је уписала своје прве студенте 1930. године. Његово оснивање водио је сер Роберт Гаран, један од састављача Аустралијског устава и први генерални адвокат Аустралије. CUC је био повезан са Универзитетом у Мелбурну и његове дипломе је додељивао је тај универзитет. Међу академским лидерима у CUC-у су били историчар Менинг Кларк, политиколог Финли Крисп, песник А. Д. Хоуп и економиста Хајнц Арнт.
Године 1960, CUC је интегрисан у АНУ као Школа општих студија, у почетку са факултетима уметности, економије, права и науке. Касније су уведени факултети за оријенталистику и инжењерство. Брус Хол, први резиденцијални колеџ за студенте, отворен је 1961. године.

### Савремено доба
Музичка школа у Канбери и Уметничка школа у Канбери су се 1988. удружиле да би формирале Институт за уметност у Канбери, и спојиле се са универзитетом као АНУ Институт за уметност 1992. године.
АНУ је основао свој Медицински факултет 2002. године, након што је добио одобрење савезне владе 2000. године.
Дана 18. јануара 2003, пожари у Канбери су у великој мери уништили опсерваторију Маунт Стромло. Астрономи АНУ сада спроводе истраживања из опсерваторије Сајдинг Спринг, која садржи 10 телескопа укључујући Англо-аустралијски телескоп.
У фебруару 2013. финансијски предузетник и дипломац АНУ Грејем Таквел даровао је највећу универзитетску донацију у историји Аустралије дајући 50 милиона долара за финансирање програма стипендирања додипломских студија на АНУ.

АНУ је добро познат по својој историји студентског активизма и, последњих година, кампањи за дезинвестирање фосилних горива, која је једна од најдуговјечнијих и најуспешнијих у земљи. Одлуку Савета АНУ да се лиши две компаније за фосилна горива 2014. године критиковали су министри у Аботовој влади, али је те акције подржао вицеканцелар Ијан Јанг, који је напоменуо:
Што се тиче дезинвестирања, јасно је да смо били у праву и да смо имали истински националну и међународну водећу улогу. [...] Чини се да смо играли главну улогу у покрету који сада изгледа незаустављив.
 Према подацима из 2014, АНУ је у поседу инвестиција у велике компаније за фосилна горива.
Истраживање које је спровела Аустралијска комисија за људска права 2017. године показало је да је АНУ на другом месту по учесталости сексуалниг напада и сексуалног узнемиравања. Удео од 3,5 одсто испитаника из АНУ пријавило је да су били сексуално нападнути 2016. Вицеканцелар Брајан Шмит се извинио жртвама сексуалних напада и узнемиравања.
АНУ је умањио средства и особље у Музичкој школи 2011–15 и у Школи за културу, историју и језик 2016. Међутим, постоји низ глобалних (владиних) задужбина доступних за уметност и друштвене науке, намењених само за АНУ. Неки курсеви се сада одржавају онлајн.
АНУ има споразуме о размени за своје студенте са многим страним универзитетима, посебно у азијско-пацифичком региону, укључујући Национални универзитет у Сингапуру, Универзитет у Токију, Универзитет у Хонгконгу, Универзитет у Пекингу, Универзитет Ђингхуа и Национални универзитет у Сеулу. У другим регионима, значајни универзитети укључују Универзитет у Паризу за науке и књижевност, Универзитет Џорџ Вашингтон, Универзитет Калифорније, Универзитет Тексаса, Универзитет у Торонту у Северној Америци и Империјални колеџ Лондон, Кингс колеџ Лондон, Париски институт политичких наука, ЕТХ Цирих, Бокони универзитет, Универзитет у Копенхагену и Тринити колеџ Даблин у Европи.
Кинески хакери су се 2017. инфилтрирали у компјутере Аустралијског националног универзитета, потенцијално компромитујући истраживање националне безбедности спроведено на универзитету.